# Ischiopsopha bruyni
Ischiopsopha bruyni är en skalbaggsart som beskrevs av Lansberge 1880. Ischiopsopha bruyni ingår i släktet Ischiopsopha och familjen Cetoniidae. Inga underarter finns listade i Catalogue of Life.